# 긴테쓰 게이한나선
게이한나선(일본어: けいはんな線)은 일본 오사카부 히가시오사카시의 나가타역과 나라현 나라시의 갓켄나라토미가오카역을 잇는 긴키 닛폰 철도의 철도 노선이다.

## 노선 정보
- 관할 · 노선 거리 (영업 거리) : 전체 길이 18.8 km
  - 긴키 닛폰 철도 (궤도 사업자)
    - 나가타 역 - 철도 궤도 분계점 간 : 5.1 km

  - 긴키 닛폰 철도 (제 1 종 철도사업자)
    - 철도 궤도 분계점 - 이코마 역 간 : 5.1 km

  - 긴키 닛폰 철도 (제 2 종 철도사업자) · 나라 이코마 고속철도 (제 3 종 철도사업자)
    - 이코마 역 - 갓켄나라토미가오카 역 간 : 8.6 km
- 궤간 : 1435mm
- 역수 : 8 역, 2 신호장 (기종점역 포함)
- 복선화 구간 : 전 구간
- 전철화 구간 : 전 구간 전철화 (직류 750V · 제 3 궤조방식)
- 폐색 방식 : 자동 폐색식
- 보안 장치 : AS-WTC
- 최고속도 : 95 km/h
- 편성량수 : 6

## 역 목록
| 역 번호 | 역명                | 일어 역명        | 로마자 역명              | 역간 거리 | 누계 거리 | 접속 노선                                          | 소재지   | 소재지         |
| ------- | ------------------- | ---------------- | ------------------------ | --------- | --------- | -------------------------------------------------- | -------- | -------------- |
| C23     | 나가타              | 長田             | Nagata                   | -         | 0.0       | 오사카 메트로 주오선 (유메시마역까지 직통 운전)    | 오사카부 | 히가시오사카시 |
| C24     | 아라모토            | 荒本             | Aramoto                  | 1.2       | 1.2       |                                                    | 오사카부 | 히가시오사카시 |
| C25     | 요시타              | 吉田             | Yoshita                  | 1.8       | 3.0       |                                                    | 오사카부 | 히가시오사카시 |
| C26     | 신이시키리          | 新石切           | Shin-Ishikiri            | 1.5       | 4.5       |                                                    | 오사카부 | 히가시오사카시 |
| -       | (철도 궤도 분계점)  | 鉄軌分界点       |                          | 0.6       | 5.1       |                                                    | 오사카부 | 히가시오사카시 |
| C27     | 이코마              | 生駒             | Ikoma                    | 5.1       | 10.2      | 나라선 · 이코마선 · 이코마강삭선 (도리이마에 방면) | 나라현   | 이코마시       |
| -       | 히가시이코마 신호장 | 東生駒信号場     | Higashi-Ikoma Signal Box | 1.0       | 11.2      |                                                    | 나라현   | 이코마시       |
| C28     | 시라니와다이        | 白庭台           | Shiraniwadai             | 4.1       | 15.3      |                                                    | 나라현   | 이코마시       |
| C29     | 갓켄키타이코마      | 学研北生駒       | Gakken Kita-Ikoma        | 0.8       | 16.1      |                                                    | 나라현   | 이코마시       |
| -       | 도미가오카 신호장   | 登美ヶ丘信号場   | Tomigaoka Signal Box     | 1.8       | 17.9      |                                                    | 나라현   | 이코마시       |
| C30     | 갓켄나라토미가오카  | 学研奈良登美ヶ丘 | Gakken Nara-Tomigaoka    | 1.8       | 17.9      |                                                    | 나라현   | 나라시         |